# Waldemar Chiarelli
Waldemar, właśc. Waldemar Chiarelli (ur. 4 marca 1936 w São Paulo) – piłkarz brazylijski, występujący podczas kariery na pozycji bramkarza.

## Kariera klubowa
Piłkarską karierę Waldemar rozpoczął w São Paulo FC w 1957 roku. Z São Paulo zdobył mistrzostwo stanu São Paulo – Campeonato Paulista w 1957 roku. W latach 1958–1964 występował w Náutico Recife. Z Náutico trzykrotnie zdobył mistrzostwo stanu Pernambuco – Campeonato Pernambucano w 1960, 1963 i 1964 roku. W 1964 roku krótko występował w Santa Cruz Recife, a w 1965 w Treze Campina Grande. W latach 1966–1967 występował w Bragantino Bragança Paulista, a w 1967–1968 w Central Barreiros. Ostatnim klubem w jego karierze było Náutico Recife, w którym zakończył karierę w 1968 roku.

## Kariera reprezentacyjna
W reprezentacji Brazylii Waldemar zadebiutował 5 grudnia 1959 w wygranym 3-2 meczu z reprezentacją Paragwaju podczas drugiego turnieju Copa América 1959 w Ekwadorze, na którym Brazylia zajęła trzecie miejsce. Obok tego meczu w turnieju wystąpił w pozostałych trzech meczach z: Urugwajem, Ekwadorem i Argentyną. Ostatni raz w reprezentacji wystąpił 27 grudnia 1959 w wygranym 2-1 towarzyskim meczu z reprezentacją Ekwadoru.